# Uraga trifida
Uraga trifida là một loài bướm đêm thuộc phân họ Arctiinae, họ Erebidae.